# Gauliga Sudetenland
Gauliga Sudetenland byla jedna z mnoha skupin Gauligy, nejvyšší fotbalové soutěže na území Německa v letech 1933–1945. Vytvořena byla v roce 1938 po anexi Sudet. Vítězové jednotlivých skupin Gauligy postupovali do celostátní soutěže, která trvala necelý měsíc, v níž se kluby utkávaly vyřazovacím způsobem.
Zanikla v roce 1945 po pádu nacistického Německa. Po jeho zániku byly na území Československa zakázány všechny německé sportovní oddíly.

## Nejlepší kluby v historii – podle počtu titulů
Zdroj: 
| Vítězové nejvyšší ligové soutěže |        |                 |
| Klub                             | Tituly | Vítězné ročníky |
| Warnsdorfer FK                   | 1      | 1939            |
| NSTG Graslitz                    | 1      | 1940            |
| NSTG Prag                        | 1      | 1941            |
| LSV Olmütz                       | 1      | 1942            |
| MSV Brünn                        | 1      | 1943            |
| NSTG Brüx                        | 1      | 1944            |

## Vítězové jednotlivých ročníků
Zdroj: 
| Gauliga Sudetenland (1938 – 1945)                                                                        |                    |                                 |               |
| Ročník                                                                                                   | Vítěz Gauligy      | Umístění v německém mistrovství | Německý mistr |
| 1938 – 1939                                                                                              | Warnsdorfer FK (1) | Skupina 2b (3. místo)           | FC Schalke 04 |
| 1939 – 1940                                                                                              | NSTG Graslitz (1)  | Skupina 1b (3. místo)           | FC Schalke 04 |
| 1940 – 1941                                                                                              | NSTG Prag (1)      | Skupina 1b (3. místo)           | SK Rapid Wien |
| 1941 – 1942                                                                                              | LSV Olmütz (1)     | Předkolo                        | FC Schalke 04 |
| 1942 – 1943                                                                                              | MSV Brünn (1)      | 1. kolo                         | Dresdner SC   |
| 1943 – 1944                                                                                              | NSTG Brüx (1)      | 1. kolo                         | Dresdner SC   |
| • Gauliga byla v sezóně 1944/45 zrušena, a to kvůli přesunutí bojů druhé světové války na území Německa. |                    |                                 |               |